# Batalha de St. Vith

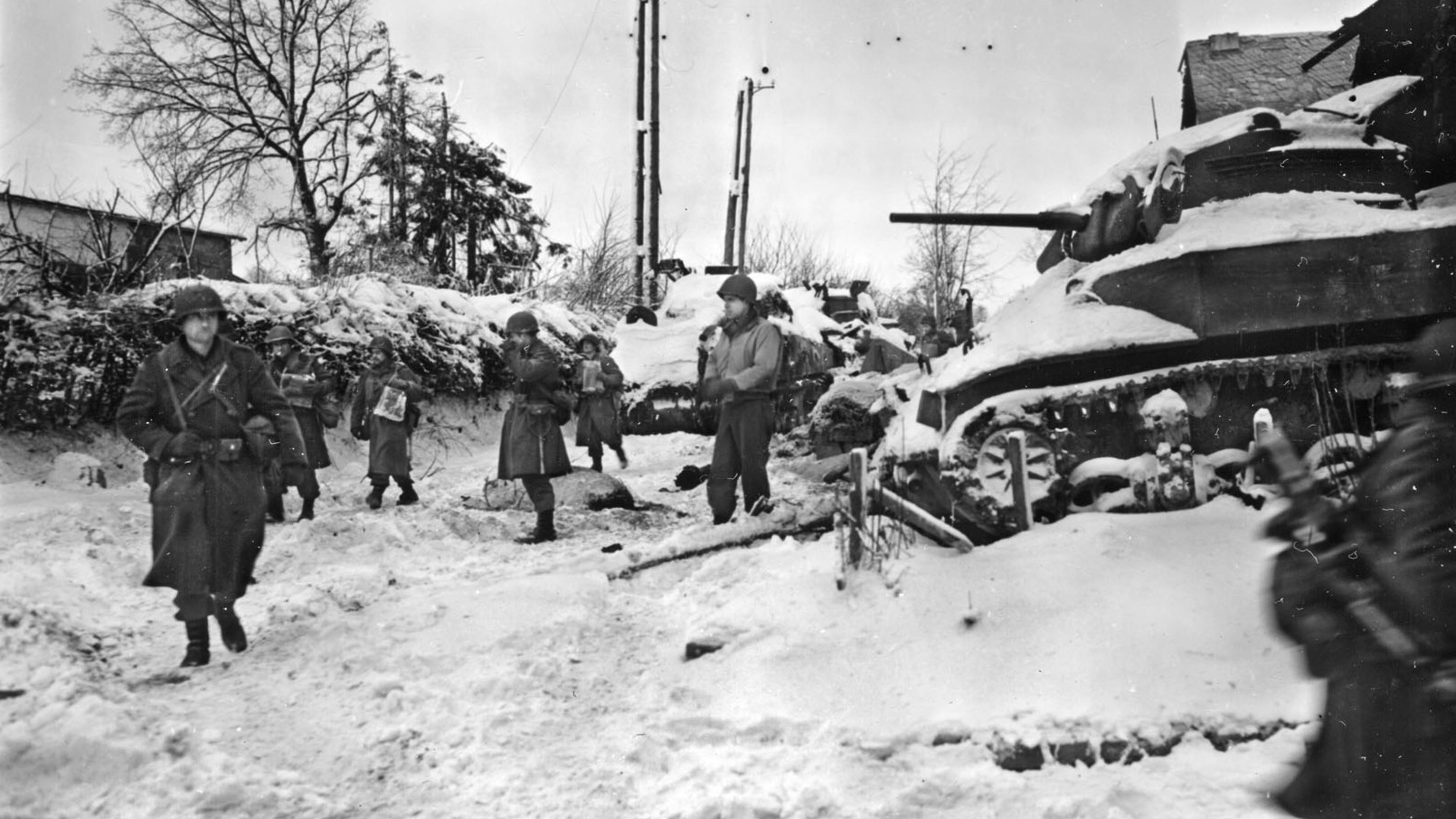
117ª Divisão de Infantaria americana avançando pela cidade.

A Batalha de St. Vith foi um confronto ocorrido dentro da batalha na floresta das Ardenas. No centro, na cidade de St. Vith, uma vital junção de estradas, apresentava um desafio para as forças de Hasso von Manteuffel e de Sepp Dietrich. Os defensores, liderados pela 7ª Divisão blindada americana e por elementos da 106ª Infantaria americana, com unidades da 9ª Divisão Blindada e da 28ª de Infantaria, todos sob comando de Bruce C. Clarke, resistiram aos ataques alemães, atrasando o avanço nazista.
Sob ordens de Montgomery, St. Vith foi abandonada por Clarke em 21 de dezembro; as tropas americanas recuaram firmando posições na retaguarda formando um perímetro impenetrável. Em 23 de dezembro, enquanto os alemães destruiam os flancos inimigos, tornou a posição dos defensores insustentável, então as tropas americanas recuaram além do rio Salm. Os planos alemães previam a queda de St. Vith as 18:00h a 17 de dezembro, mas a resistência prolongada atrasou o cronograma alemão.